# Beukelspolder
De Beukelspolder is een polder ten noordoosten van Biervliet, behorende tot de Polders rond Biervliet, in de Nederlandse provincie Zeeland. 
De polder werd ingedijkt in 1804 door de Compagnie Ottevaere en heette aanvankelijk: Nieuw Biervlietsche polder. In 1821 werden de rechten verkocht aan de Compagnie Benteijn. Later kwam het noordelijk deel van de polder in handen van Augustinus Bernardus Thomaes (zie ook: Thomaespolder).
De huidige naam van de polder refereert aan Willem Beukelszoon, de Biervlietenaar die het haring kaken zou hebben uitgevonden.
In de polder vindt men boerderijen met namen als Schorrebloem en Stellehoeve. De polder wordt omsloten door de Stelledijkweg, de De Stelleweg, de Paulinadijk, de Beukelsdijk, de Nummer Zevenweg en de Olmendijk.